# Ludwig von Reventlow (Politiker)
Ludwig Ernst Adolph Graf von Reventlow, auch Ludwig Ernst Adolph Detlev Graf zu Reventlow (* 5. Juli 1864 in Kiel; † 22. Mai 1906 in Wiesbaden), war ein deutscher Gutsbesitzer und Reichstagsabgeordneter.

## Leben
Ludwig von Reventlow aus dem gleichnamigen Adelsgeschlecht war eines von sechs Kindern des preußischen Landrats und Amtmanns zu Holstein Ludwig Graf zu Reventlow (1824–1893) und dessen Frau Emilie, geb. Gräfin zu Rantzau (1834–1905), einer Tochter von Ernst zu Rantzau. Geschwister waren Ernst Graf zu Reventlow und Franziska zu Reventlow.
Ludwig von Reventlow besuchte das Gymnasium in Husum und die Erziehungsanstalt Christiansfeld. Nach dem Abitur studierte er an der Ludwig-Maximilians-Universität München, der Christian-Albrechts-Universität zu Kiel und der Königlichen Universität zu Greifswald. Er schloss sich dem Corps Holsatia und dem Corps Franconia München an.
Er schlug die juristische Laufbahn ein und war ab 1887 Referendar in Greifswald, 1892 Assessor und bis 1896 Rechtsanwalt in Kiel. 1890 war er verlobt mit der Jüdin Sophie Eysen, diese Verlobung löste er auf Druck seiner Eltern. 1892 heiratete er Benedikta Gräfin zu Reventlow und erbte dadurch das Gut Wulfshagen, welches er ab 1896 bewohnte und bewirtschaftete.
Er diente beim Lauenburgischen Jäger-Bataillon  Nr. 9 in Ratzeburg. Danach war er Oberleutnant der Landwehr und Amtsvorsteher.
Als Mitglied der Deutschsozialen Partei saß er ab 1903 für den Reichstagswahlkreis Regierungsbezirk Kassel 1 (Rinteln, Hofgeismar, Wolfhagen) im Reichstag. Am 1. Februar 1905 lieferte er sich ein Rededuell mit Reichskanzler von Bülow. 1906 starb er an Nierenkrebs in Wiesbaden.